# Campionati europei maschili di sollevamento pesi 1991
I Campionati europei maschili di sollevamento pesi 1991, 72ª edizione della manifestazione, si svolsero a Władysławowo dal 24 al 31 maggio. Successivamente si tenne anche la 4ª edizione femminile dei campionati, che si svolsero in una sede diversa, a Varna.

## Titoli in palio
| Categoria            | Eventi         | Atleti |
| -------------------- | -------------- | ------ |
| Pesi mosca           | Fino a 52 kg   | 7      |
| Pesi gallo           | Fino a 56 kg   | 11     |
| Pesi piuma           | Fino a 60 kg   | 14     |
| Pesi leggeri         | Fino a 67.5 kg | 9      |
| Pesi medi            | Fino a 75 kg   | 10     |
| Pesi massimi leggeri | Fino a 82.5 kg | 15     |
| Pesi mediomassimi    | Fino a 90 kg   | 15     |
| Pesi massimi primi   | Fino a 100 kg  | 14     |
| Pesi massimi         | Fino a 110 kg  | 14     |
| Pesi supermassimi    | Oltre i 110 kg | 18     |

## Nazioni partecipanti
Le nazioni che hanno partecipato ai campionati furono 21 per un totale di 127 atleti partecipanti. Tra parentesi i partecipanti per nazione.
- Albania (8)
- Austria (4)
- Bulgaria (10)
- Cecoslovacchia (6)
- Danimarca (3)
- Finlandia (3)
- Francia (6)
- Germania (10)
- Grecia (5)
- Israele (3)
- Italia (4)
- Norvegia (2)
- Paesi Bassi (3)
- Polonia (10)
- Portogallo (1)
- Regno Unito (9)
- Romania (6)
- Svezia (4)
- Turchia (10)
- Ungheria (8)
- Unione Sovietica (10)

## Risultati
| Evento             | Oro                    | Oro              | Argento            | Argento          | Bronzo               | Bronzo           |
| 52 kg (Dettagli)   | 52 kg (Dettagli)       | 52 kg (Dettagli) | 52 kg (Dettagli)   | 52 kg (Dettagli) | 52 kg (Dettagli)     | 52 kg (Dettagli) |
| ------------------ | ---------------------- | ---------------- | ------------------ | ---------------- | -------------------- | ---------------- |
| Strappo            | Traian Cihărean        | 115,0 kg         | Sevdalin Minčev    | 110,0 kg         | Halil Mutlu          | 105,0 kg         |
| Slancio            | Sevdalin Minčev        | 142,5 kg         | Traian Cihărean    | 140,0 kg         | Halil Mutlu          | 135,0 kg         |
| Totale             | Traian Cihărean        | 255,0 kg         | Sevdalin Minčev    | 252,5 kg         | Halil Mutlu          | 240,0 kg         |
| 56 kg (Dettagli)   |                        |                  |                    |                  |                      |                  |
| Strappo            | Viktor Sinjak          | 125,0 kg         | Hafız Süleymanoğlu | 125,0 kg         | Ferenc Lenart        | 117,5 kg         |
| Slancio            | Ivan Ivanov            | 150,0 kg         | Hafız Süleymanoğlu | 147,5 kg         | Marek Gorzelniak     | 145,0 kg         |
| Totale             | Hafız Süleymanoğlu     | 272,5 kg         | Viktor Sinjak      | 270,0 kg         | Ivan Ivanov          | 265,0 kg         |
| 60 kg (Dettagli)   |                        |                  |                    |                  |                      |                  |
| Strappo            | Nikolaj Pešalov        | 137,5 kg         | Attila Czanka      | 130,0 kg         | Yourik Sargsyan      | 130,0 kg         |
| Slancio            | Nikolaj Pešalov        | 165,0 kg         | Yourik Sargsyan    | 160,0 kg         | Attila Czanka        | 157,5 kg         |
| Totale             | Nikolaj Pešalov        | 302,5 kg         | Yourik Sargsyan    | 290,0 kg         | Attila Czanka        | 287,5 kg         |
| 67,5 kg (Dettagli) |                        |                  |                    |                  |                      |                  |
| Strappo            | Joto Jotov             | 155,0 kg         | Israyel Militosyan | 152,5 kg         | Ergün Batmaz         | 142,5 kg         |
| Slancio            | Israyel Militosyan     | 185,0 kg         | Joto Jotov         | 185,0 kg         | Andreas Behm         | 180,0 kg         |
| Totale             | Joto Jotov             | 340,0 kg         | Israyel Militosyan | 337,5 kg         | Andreas Behm         | 317,5 kg         |
| 75 kg (Dettagli)   |                        |                  |                    |                  |                      |                  |
| Strappo            | Andrei Socaci          | 157,5 kg         | Fёdor Kasapu       | 152,5 kg         | Andrzej Cofalik      | 152,5 kg         |
| Slancio            | Rumen Stojanov         | 195,0 kg         | Fёdor Kasapu       | 192,5 kg         | Andrei Socaci        | 192,5 kg         |
| Totale             | Andrei Socaci          | 350,0 kg         | Rumen Stojanov     | 345,0 kg         | Fёdor Kasapu         | 345,0 kg         |
| 82,5 kg (Dettagli) |                        |                  |                    |                  |                      |                  |
| Strappo            | Altymyrat Orazdurdyýew | 172,5 kg         | Plamen Bratojčev   | 165,0 kg         | Krzysztof Siemion    | 160,0 kg         |
| Slancio            | Altymyrat Orazdurdyýew | 202,5 kg         | Sunay Bulut        | 200,0 kg         | Włodzimierz Chlebosz | 197,5 kg         |
| Totale             | Altymyrat Orazdurdyýew | 375,0 kg         | Plamen Bratojčev   | 360,0 kg         | Sunay Bulut          | 360,0 kg         |
| 90 kg (Dettagli)   |                        |                  |                    |                  |                      |                  |
| Strappo            | Ivan Čakărov           | 180,0 kg         | Sławomir Zawada    | 177,5 kg         | Ali Eroğlu           | 162,5 kg         |
| Slancio            | Ivan Čakărov           | 210,0 kg         | Sławomir Zawada    | 210,0 kg         | Ali Eroğlu           | 192,5 kg         |
| Totale             | Ivan Čakărov           | 390,0 kg         | Sławomir Zawada    | 387,5 kg         | Ali Eroğlu           | 355,0 kg         |
| 100 kg             |                        |                  |                    |                  |                      |                  |
| Strappo            | Igor' Sadykov          | 185,0 kg         | Viktor Tregubov    | 180,0 kg         | Petăr Stefanov       | 170,0 kg         |
| Slancio            | Igor' Sadykov          | 220,0 kg         | Viktor Tregubov    | 212,5 kg         | Udo Guse             | 207,5 kg         |
| Totale             | Igor' Sadykov          | 405,0 kg         | Viktor Tregubov    | 392,5 kg         | Petăr Stefanov       | 372,5 kg         |
| 110 kg             |                        |                  |                    |                  |                      |                  |
| Strappo            | Artur Akoev            | 185,0 kg         | Piotr Banaszak     | 182,5 kg         | Andrew Davies        | 167,5 kg         |
| Slancio            | Artur Akoev            | 235,0 kg         | Piotr Banaszak     | 210,0 kg         | Andor Szanyi         | 207,5 kg         |
| Totale             | Artur Akoev            | 420,0 kg         | Piotr Banaszak     | 392,5 kg         | Andor Szanyi         | 372,5 kg         |
| +110 kg            |                        |                  |                    |                  |                      |                  |
| Strappo            | Leonid Taranenko       | 200,0 kg         | Sergej Gunjašev    | 190,0 kg         | Kolio Kolev          | 185,0 kg         |
| Slancio            | Leonid Taranenko       | 247,5 kg         | Manfred Nerlinger  | 237,5 kg         | Jiří Zubrický        | 232,5 kg         |
| Totale             | Leonid Taranenko       | 447,5 kg         | Manfred Nerlinger  | 422,5 kg         | Sergej Gunjašev      | 415,0 kg         |

## Medagliere

### Grandi (totale)
Riferito al totale dell'esercizio: 7 nazioni sono entrate nel medagliere.
| Posiz. | Nazione          | Oro | Argento | Bronzo | Totale |
| ------ | ---------------- | --- | ------- | ------ | ------ |
| 1      | Unione Sovietica | 4   | 4       | 2      | 10     |
| 2      | Bulgaria         | 3   | 3       | 2      | 8      |
| 3      | Romania          | 2   | 0       | 0      | 2      |
| 4      | Turchia          | 1   | 0       | 3      | 4      |
| 5      | Polonia          | 0   | 2       | 0      | 2      |
| 6      | Germania         | 0   | 1       | 1      | 2      |
| 7      | Ungheria         | 0   | 0       | 2      | 2      |
| Totale | Totale           | 10  | 10      | 10     | 30     |

### Grandi (totale) e Piccole (Strappo e Slancio)
Riferito al totale dell'esercizio e delle due specialità: 9 nazioni sono entrate nel medagliere.
| Posiz. | Nazione          | Oro | Argento | Bronzo | Totale |
| ------ | ---------------- | --- | ------- | ------ | ------ |
| 1      | Unione Sovietica | 14  | 11      | 3      | 28     |
| 2      | Bulgaria         | 11  | 6       | 4      | 21     |
| 3      | Romania          | 4   | 1       | 1      | 6      |
| 4      | Turchia          | 1   | 3       | 8      | 12     |
| 5      | Polonia          | 0   | 6       | 4      | 10     |
| 6      | Germania         | 0   | 2       | 3      | 5      |
| 7      | Ungheria         | 0   | 1       | 5      | 6      |
| 8      | Cecoslovacchia   | 0   | 0       | 1      | 1      |
| 8      | Regno Unito      | 0   | 0       | 1      | 1      |
| Totale | Totale           | 30  | 30      | 30     | 90     |

## Classifica a squadre
Il sistema di punteggio è basato sui punti distribuiti per l'esercizio totale e le due specialità in base allo schema adottato nel 1985:
| Pos. | Squadra          | Punti |
| ---- | ---------------- | ----- |
| 1    | Unione Sovietica | 440   |
| 2    | Bulgaria         | 413   |
| 3    | Turchia          | 326   |
| 4    | Polonia          | 324   |
| 5    | Germania         | 291   |
| 6    | Romania          | 219   |
| 7    | Ungheria         | 204   |
| 8    | Albania          | 167   |
| 9    | Cecoslovacchia   | 158   |
| 10   | Regno Unito      | 143   |
| 11   | Francia          | 112   |
| 12   | Grecia           | 92    |
| 13   | Italia           | 91    |
| 14   | Israele          | 60    |
| 15   | Finlandia        | 56    |
| 16   | Danimarca        | 55    |
| 17   | Svezia           | 50    |
| 18   | Austria          | 48    |
| 19   | Paesi Bassi      | 32    |
| 20   | Portogallo       | 17    |
| 21   | Norvegia         | 15    |

## Gare

### Fino a 52 kg.
| Pos. | Atleta                    | Peso atleta | Strappo (kg) | Strappo (kg) | Strappo (kg) | Strappo (kg) | Slancio (kg) | Slancio (kg) | Slancio (kg) | Slancio (kg) | Totale | Punti squadra | Punti squadra | Punti squadra | Punti squadra |
| Pos. | Atleta                    | Peso atleta | 1            | 2            | 3            | Pos.         | 1            | 2            | 3            | Pos.         | Totale | Str.          | Sla.          | Tot.          | Som.          |
| ---- | ------------------------- | ----------- | ------------ | ------------ | ------------ | ------------ | ------------ | ------------ | ------------ | ------------ | ------ | ------------- | ------------- | ------------- | ------------- |
|      | Traian Cihărean (ROU)     | 52.00       | 110.0        | 115.0        | 120.5        |              | 135.0        | 140.0        | 145.0        |              | 255.0  | 16            | 14            | 16            | 46            |
|      | Sevdalin Minčev (BUL)     | 52.00       | 102.5        | 107.5        | 110.0        |              | 130.0        | 135.0        | 142.5        |              | 252.5  | 14            | 16            | 14            | 44            |
|      | Halil Mutlu (TUR)         | 51.50       | 100.0        | 105.0        | 107.5        |              | 125.0        | 130.0        | 135.0        |              | 240.0  | 13            | 13            | 13            | 39            |
| 4    | Giovanni Scarantino (ITA) | 52.00       | 100.0        | 100.0        | 107.5        | 4            | 122.5        | 125.0        | 130.0        | 5            | 225.0  | 12            | 11            | 12            | 35            |
| 5    | Volker Gdanietz (GER)     | 51.60       | 92.5         | 92.5         | 97.5         | 5            | 120.0        | 125.0        | 127.5        | 4            | 222.5  | 11            | 12            | 11            | 34            |
| 6    | Genci Barkici (ALB)       | 51.70       | 90.0         | 90.0         | 95.0         | 6            | 117.5        | 125.0        | 125.0        | 7            | 207.5  | 10            | 9             | 10            | 29            |
| 7    | Adrian Kokonozi (ALB)     | 51.80       | 85.0         | 92.5         | 92.5         | 7            | 115.0        | 120.0        | 125.0        | 6            | 205.0  | 9             | 10            | 9             | 28            |

### Fino a 56 kg.
| Pos. | Atleta                    | Peso atleta | Strappo (kg) | Strappo (kg) | Strappo (kg) | Strappo (kg) | Slancio (kg) | Slancio (kg) | Slancio (kg) | Slancio (kg) | Totale | Punti squadra | Punti squadra | Punti squadra | Punti squadra |
| Pos. | Atleta                    | Peso atleta | 1            | 2            | 3            | Pos.         | 1            | 2            | 3            | Pos.         | Totale | Str.          | Sla.          | Tot.          | Som.          |
| ---- | ------------------------- | ----------- | ------------ | ------------ | ------------ | ------------ | ------------ | ------------ | ------------ | ------------ | ------ | ------------- | ------------- | ------------- | ------------- |
|      | Hafız Süleymanoğlu (TUR)  | 56.00       | 125.0        | 130.0        | 130.0        |              | 147.5        | 150.0        | 150.0        |              | 272.5  | 14            | 14            | 16            | 44            |
|      | Viktor Sinjak (URS)       | 55.70       | 117.5        | 122.5        | 125.0        |              | 140.0        | 145.0        | 147.5        | 5            | 270.0  | 16            | 11            | 14            | 41            |
|      | Ivan Ivanov (BUL)         | 55.90       | 115.0        | 120.0        | 120.0        | 5            | 150.0        | 157.5        | 157.5        |              | 265.0  | 11            | 16            | 13            | 40            |
| 4    | Marek Gorzelniak (POL)    | 55.60       | 110.0        | 115.0        | 117.0        | 4            | 140.0        | 145.0        | —            |              | 260.0  | 12            | 13            | 12            | 37            |
| 5    | Ferenc Lenart (HUN)       | 56.00       | 112.5        | 117.5        | 120.0        |              | 135.0        | 140.0        | 142.5        | 8            | 257.5  | 13            | 8             | 11            | 32            |
| 6    | Pascal Arnou (FRA)        | 55.70       | 107.5        | 107.5        | 110.0        | 7            | 140.0        | 145.0        | 147.5        | 4            | 255.0  | 9             | 12            | 10            | 31            |
| 7    | Aurel Sîrbu (ROU)         | 55.60       | 102.5        | 107.5        | 110.0        | 6            | 135.5        | 142.5        | 147.5        | 6            | 252.5  | 10            | 10            | 9             | 29            |
| 8    | Tibor Karcag (HUN)        | 55.80       | 107.5        | 112.5        | 112.5        | 8            | 132.5        | 132.5        | 137.5        | 10           | 240.0  | 8             | 6             | 8             | 22            |
| 9    | Arvo Ojalehto (FIN)       | 55.70       | 102.5        | 102.5        | 102.5        | 9            | 132.5        | 132.5        | 137.5        | 9            | 235.0  | 7             | 7             | 7             | 21            |
| 10   | Nino Alves (PRT)          | 55.50       | 85.0         | 90.0         | 92.5         | 10           | 112.5        | 120.0        | 120.0        | 11           | 202.5  | 6             | 5             | 6             | 17            |
| —    | Laurent Fombertasse (FRA) | 55.50       | 105.0        | 105.0        | 105.0        | —            | 140.0        | 145.0        | 145.0        | 7            | —      | —             | 9             | —             | 9             |

### Fino a 60 kg.
| Pos. | Atleta                  | Peso atleta | Strappo (kg) | Strappo (kg) | Strappo (kg) | Strappo (kg) | Slancio (kg) | Slancio (kg) | Slancio (kg) | Slancio (kg) | Totale | Punti squadra | Punti squadra | Punti squadra | Punti squadra |
| Pos. | Atleta                  | Peso atleta | 1            | 2            | 3            | Pos.         | 1            | 2            | 3            | Pos.         | Totale | Str.          | Sla.          | Tot.          | Som.          |
| ---- | ----------------------- | ----------- | ------------ | ------------ | ------------ | ------------ | ------------ | ------------ | ------------ | ------------ | ------ | ------------- | ------------- | ------------- | ------------- |
|      | Nikolaj Pešalov (BUL)   | 59.80       | 130.0        | 135.0        | 137.5        |              | 160.0        | 165.0        | 175.0        |              | 302.5  | 16            | 16            | 16            | 48            |
|      | Yourik Sargsyan (URS)   | 59.80       | 125.0        | 130.0        | 132.5        |              | 157.5        | 160.0        | 165.0        |              | 290.0  | 13            | 14            | 14            | 41            |
|      | Attila Czanka (HUN)     | 59.70       | 130.0        | 135.0        | 135.0        |              | 157.5        | 162.5        | 162.5        |              | 287.5  | 14            | 13            | 13            | 40            |
| 4    | Neno Terzijski (BUL)    | 59.80       | 122.5        | 127.5        | 127.5        | 5            | 150.0        | 155.0        | 160.0        | 5            | 277.5  | 11            | 11            | 12            | 34            |
| 5    | Paul Toroczoi (ROU)     | 59.60       | 115.0        | 120.0        | 125.0        | 7            | 145.0        | 155.0        | 160.0        | 4            | 275.0  | 9             | 12            | 11            | 32            |
| 6    | Bahtiyar Güçlü (TUR)    | 60.00       | 120.0        | 125.0        | 125.0        | 4            | 145.0        | 150.0        | 160.0        | 8            | 275.0  | 12            | 8             | 10            | 30            |
| 7    | Andreas Kuhles (GER)    | 59.80       | 112.5        | 117.5        | 120.0        | 10           | 145.0        | 152.5        | 155.0        | 6            | 270.0  | 6             | 10            | 9             | 25            |
| 8    | Marco Spanehl (GER)     | 60.00       | 115.0        | 120.0        | 122.5        | 9            | 142.5        | 150.0        | 152.5        | 7            | 270.0  | 7             | 9             | 8             | 24            |
| 9    | Istvan Lakatos (HUN)    | 59.50       | 115.0        | 120.0        | 122.5        | 6            | 135.0        | 140.0        | 145.0        | 10           | 260.0  | 10            | 6             | 7             | 23            |
| 10   | Charal Kiartidis (GRC)  | 59.60       | 110.0        | 115.0        | 120.0        | 11           | 140.0        | 145.0        | 145.0        | 9            | 260.0  | 5             | 7             | 6             | 18            |
| 11   | Tommi Rinne (FIN)       | 59.60       | 105.0        | 110.0        | 112.5        | 12           | 135.0        | 140.0        | 145.0        | 11           | 250.0  | 4             | 5             | 5             | 14            |
| 12   | Reuben Khadinatov (ISR) | 59.80       | 110.0        | 115.0        | 115.0        | 13           | 135.0        | 140.0        | 140.0        | 13           | 245.0  | 3             | 3             | 4             | 10            |
| 13   | Erjon Suli (ALB)        | 59.50       | 105.0        | 110.0        | 110.0        | 14           | 135.0        | 140.0        | 140.0        | 12           | 240.0  | 2             | 4             | 3             | 9             |
| —    | Lionel Gondran (FRA)    | 59.70       | 115.0        | 120.0        | 122.5        | 8            | 145.0        | 145.0        | 145.0        | —            | —      | 8             | —             | —             | 8             |

### Fino a 67,5 kg.
| Pos. | Atleta                   | Peso atleta | Strappo (kg) | Strappo (kg) | Strappo (kg) | Strappo (kg) | Slancio (kg) | Slancio (kg) | Slancio (kg) | Slancio (kg) | Totale | Punti squadra | Punti squadra | Punti squadra | Punti squadra |
| Pos. | Atleta                   | Peso atleta | 1            | 2            | 3            | Pos.         | 1            | 2            | 3            | Pos.         | Totale | Str.          | Sla.          | Tot.          | Som.          |
| ---- | ------------------------ | ----------- | ------------ | ------------ | ------------ | ------------ | ------------ | ------------ | ------------ | ------------ | ------ | ------------- | ------------- | ------------- | ------------- |
|      | Joto Jotov (BUL)         | 67.30       | 147.5        | 152.5        | 155.0        |              | 177.5        | 182.5        | 185.0        |              | 340.0  | 16            | 14            | 16            | 46            |
|      | Israyel Militosyan (URS) | 67.20       | 147.5        | 152.5        | 157.5        |              | 172.5        | 180.0        | 185.0        |              | 337.5  | 14            | 16            | 14            | 44            |
|      | Andreas Behm (GER)       | 67.00       | 132.5        | 137.5        | 137.5        | 5            | 170.0        | 177.5        | 180.0        |              | 317.5  | 11            | 13            | 13            | 37            |
| 4    | Fedail Güler (TUR)       | 67.10       | 130.0        | 135.0        | 140.0        | 4            | 170.0        | 175.0        | 177.5        | 5            | 315.0  | 12            | 11            | 12            | 35            |
| 5    | Ergün Batmaz (TUR)       | 67.40       | 140.0        | 142.5        | 147.5        |              | 170.0        | 170.0        | 172.5        | 6            | 312.5  | 13            | 10            | 11            | 34            |
| 6    | Attila Feri (ROU)        | 67.00       | 130.0        | 135.0        | 135.0        | 7            | 167.5        | 175.0        | 175.0        | 4            | 305.0  | 9             | 12            | 10            | 31            |
| 7    | Fatmir Bushi (ALB)       | 67.50       | 130.0        | 135.0        | 137.5        | 6            | 160.0        | 167.5        | 170.0        | 7            | 302.5  | 10            | 9             | 9             | 28            |
| 8    | Sokol Bishanaku (ALB)    | 67.20       | 120.0        | 125.0        | 125.0        | 8            | 150.0        | 157.5        | 160.0        | 8            | 270.0  | 8             | 8             | 8             | 24            |
| 9    | Stepan Cruckshank (GBR)  | 66.70       | 107.5        | 112.5        | 115.0        | 9            | 140.0        | 145.0        | 147.5        | 9            | 260.0  | 7             | 7             | 7             | 21            |

### Fino a 75 kg.
| Pos. | Atleta                           | Peso atleta | Strappo (kg) | Strappo (kg) | Strappo (kg) | Strappo (kg) | Slancio (kg) | Slancio (kg) | Slancio (kg) | Slancio (kg) | Totale | Punti squadra | Punti squadra | Punti squadra | Punti squadra |
| Pos. | Atleta                           | Peso atleta | 1            | 2            | 3            | Pos.         | 1            | 2            | 3            | Pos.         | Totale | Str.          | Sla.          | Tot.          | Som.          |
| ---- | -------------------------------- | ----------- | ------------ | ------------ | ------------ | ------------ | ------------ | ------------ | ------------ | ------------ | ------ | ------------- | ------------- | ------------- | ------------- |
|      | Andrei Socaci (ROU)              | 74.90       | 152.5        | 152.5        | 157.5        |              | 187.5        | 192.5        | 197.5        |              | 350.0  | 16            | 13            | 16            | 45            |
|      | Rumen Stojanov (BUL)             | 74.40       | 145.0        | 150.0        | 150.0        | 4            | 182.5        | 187.5        | 195.0        |              | 345.0  | 12            | 16            | 14            | 42            |
|      | Fёdor Kasapu (URS)               | 74.50       | 152.5        | 155.0        | 155.0        |              | 192.5        | 197.5        | 197.5        |              | 345.0  | 14            | 14            | 13            | 41            |
| 4    | Andrzej Cofalik (POL)            | 74.90       | 150.0        | 152.5        | 152.5        |              | 180.0        | 185.0        | 185.0        | 4            | 332.5  | 13            | 12            | 12            | 37            |
| 5    | Panagiotis Grammatikopulos (GRC) | 74.70       | 130.0        | 135.0        | 137.5        | 6            | 170.0        | 175.0        | 180.0        | 5            | 310.0  | 10            | 11            | 11            | 32            |
| 6    | Tony Morgan (GBR)                | 74.20       | 122.5        | 127.5        | 130.0        | 7            | 150.0        | 157.5        | 162.5        | 9            | 287.5  | 9             | 7             | 10            | 26            |
| 7    | Manfred Kraushoffer (AUT)        | 74.20       | 125.0        | 130.0        | 130.0        | 8            | 157.5        | 162.5        | 165.0        | 6            | 287.5  | 8             | 10            | 9             | 27            |
| 8    | Henrik Andersen (DEN)            | 74.70       | 125.0        | 125.0        | 125.0        | 9            | 160.0        | 160.0        | 165.0        | 8            | 285.0  | 7             | 8             | 8             | 23            |
| —    | Christos Konstantinidis (GRC)    | 71.80       | 132.5        | 132.5        | 135.0        | —            | 160.0        | 160.0        | 160.0        | 7            | —      | —             | 9             | —             | 9             |
| —    | Sergio Mannironi (ITA)           | 74.20       | 135.0        | 140.0        | 140.0        | 5            | 165.0        | 165.0        | 165.0        | —            | —      | 11            | —             | —             | 11            |

### Fino a 82,5 kg.
| Pos. | Atleta                       | Peso atleta | Strappo (kg) | Strappo (kg) | Strappo (kg) | Strappo (kg) | Slancio (kg) | Slancio (kg) | Slancio (kg) | Slancio (kg) | Totale | Punti squadra | Punti squadra | Punti squadra | Punti squadra |
| Pos. | Atleta                       | Peso atleta | 1            | 2            | 3            | Pos.         | 1            | 2            | 3            | Pos.         | Totale | Str.          | Sla.          | Tot.          | Som.          |
| ---- | ---------------------------- | ----------- | ------------ | ------------ | ------------ | ------------ | ------------ | ------------ | ------------ | ------------ | ------ | ------------- | ------------- | ------------- | ------------- |
|      | Altymyrat Orazdurdyýew (URS) | 80.80       | 162.5        | 167.5        | 172.5        |              | 197.5        | 202.5        | 210.0        |              | 375.0  | 16            | 16            | 16            | 48            |
|      | Plamen Bratojčev (BUL)       | 81.50       | 160.0        | 160.0        | 165.0        |              | 190.0        | 190.0        | 195.0        | 5            | 360.0  | 14            | 11            | 14            | 39            |
|      | Sunay Bulut (TUR)            | 82.20       | 152.5        | 157.5        | 160.0        | 4            | 195.0        | 200.0        | 202.5        |              | 360.0  | 12            | 14            | 13            | 39            |
| 4    | Krzysztof Siemion (POL)      | 81.40       | 155.0        | 160.0        | 162.5        |              | 190.0        | 195.0        | 200.0        | 4            | 355.0  | 13            | 12            | 12            | 37            |
| 5    | Włodzimierz Chlebosz (POL)   | 81.70       | 152.5        | 157.5        | 160.0        | 5            | 192.5        | 197.5        | 202.5        |              | 355.0  | 11            | 13            | 11            | 35            |
| 6    | Eckehard Scholz (GER)        | 82.00       | 150.0        | 155.0        | 160.0        | 6            | 180.0        | 185.0        | 190.0        | 7            | 340.0  | 10            | 9             | 10            | 29            |
| 7    | Marc Huster (GER)            | 80.70       | 145.0        | 150.0        | 155.0        | 7            | 175.0        | 180.0        | 185.0        | 6            | 335.0  | 9             | 10            | 9             | 28            |
| 8    | Cedric Plancon (FRA)         | 81.60       | 145.0        | 150.0        | 150.0        | 8            | 180.0        | 185.0        | 187.5        | 8            | 330.0  | 8             | 8             | 8             | 24            |
| 9    | David Morgan (GBR)           | 82.00       | 145.0        | 145.0        | 150.0        | 9            | 180.0        | 180.0        | 187.5        | 9            | 330.0  | 7             | 7             | 7             | 21            |
| 10   | René Durbak (TCH)            | 82.50       | 137.5        | 142.5        | 145.0        | 10           | 170.0        | 177.5        | 180.0        | 11           | 320.0  | 6             | 5             | 6             | 17            |
| 11   | Aile Ronning (NOR)           | 82.40       | 125.0        | 130.0        | 132.5        | 15           | 172.5        | 172.5        | 177.5        | 10           | 307.5  | 1             | 6             | 5             | 12            |
| 12   | Kenneth Nielsen (DEN)        | 81.30       | 135.0        | 140.0        | 142.5        | 11           | 165.0        | 170.0        | 170.0        | 12           | 305.0  | 5             | 4             | 4             | 13            |
| 13   | Maurice Goosen (NLD)         | 82.40       | 135.0        | 140.0        | 140.0        | 13           | 165.0        | 165.0        | 165.0        | 13           | 300.0  | 3             | 3             | 3             | 9             |
| 14   | Arben Rrapi (ALB)            | 80.90       | 130.0        | 135.0        | 137.5        | 12           | 160.0        | 167.5        | 167.5        | 14           | 297.5  | 4             | 2             | 2             | 8             |
| —    | Andrew Callard (GBR)         | 82.50       | 135.0        | 135.0        | 140.0        | 14           | 172.5        | 180.0        | 180.0        | —            | —      | 2             | —             | —             | 2             |

### Fino a 90 kg.
| Pos. | Atleta                  | Gr. | Peso atleta | Strappo (kg) | Strappo (kg) | Strappo (kg) | Strappo (kg) | Slancio (kg) | Slancio (kg) | Slancio (kg) | Slancio (kg) | Totale | Punti squadra | Punti squadra | Punti squadra | Punti squadra |
| Pos. | Atleta                  | Gr. | Peso atleta | 1            | 2            | 3            | Pos.         | 1            | 2            | 3            | Pos.         | Totale | Str.          | Sla.          | Tot.          | Som.          |
| ---- | ----------------------- | --- | ----------- | ------------ | ------------ | ------------ | ------------ | ------------ | ------------ | ------------ | ------------ | ------ | ------------- | ------------- | ------------- | ------------- |
|      | Ivan Čakărov (BUL)      | A   | 88.70       | 170.0        | 175.0        | —            |              | 205.0        | 210.0        | 220.0        |              | 390.0  | 16            | 16            | 16            | 48            |
|      | Sławomir Zawada (POL)   | A   | 89.50       | 170.0        | 177.5        | 177.5        |              | 200.0        | 210.0        | 217.5        |              | 387.5  | 14            | 14            | 14            | 42            |
|      | Ali Eroğlu (TUR)        | A   | 89.40       | 160.0        | 160.0        | 162.5        |              | 192.5        | 200.0        | 200.0        |              | 355.0  | 13            | 13            | 13            | 39            |
| 4    | Talat Ünlü (TUR)        | A   | 89.40       | 150.0        | 155.0        | 162.5        | 5            | 190.0        | 195.0        | 195.0        | 4            | 345.0  | 11            | 12            | 12            | 35            |
| 5    | István Halász (HUN)     | A   | 88.40       | 147.5        | 147.5        | 152.5        | 7            | 182.5        | 187.5        | 192.5        | 5            | 335.0  | 9             | 11            | 11            | 31            |
| 6    | Jaroslav Jokel (TCH)    | A   | 89.80       | 147.5        | 147.5        | 150.0        | 8            | 180.0        | 185.0        | 190.0        | 7            | 332.5  | 8             | 9             | 10            | 27            |
| 7    | Fabiano Magrini (ITA)   | B   | 89.70       | 140.0        | 145.0        | 150.0        | 6            | 180.0        | 180.0        | 185.0        | 9            | 330.0  | 10            | 7             | 9             | 26            |
| 8    | François Graillot (FRA) | B   | 88.70       | 140.0        | 140.0        | 145.0        | 11           | 185.0        | 185.0        | 185.0        | 6            | 325.0  | 5             | 10            | 8             | 23            |
| 9    | Arne Larson (SWE)       | B   | 90.00       | 145.0        | 145.0        | 150.0        | 9            | 172.5        | 172.5        | 177.5        | 10           | 322.5  | 7             | 6             | 7             | 20            |
| 10   | Dhesi Singh (GBR)       | B   | 88.40       | 140.0        | 145.0        | 145.0        | 10           | 180.0        | 190.0        | 190.0        | 8            | 320.0  | 6             | 8             | 6             | 20            |
| 11   | Yves Vivaldi (NLD)      | B   | 89.50       | 140.0        | 140.0        | 140.0        | 12           | 170.0        | 175.0        | 180.0        | 11           | 315.0  | 4             | 5             | 5             | 14            |
| 12   | Andreas Leister (AUT)   | B   | 89.70       | 130.0        | 130.0        | 130.0        | 14           | 167.5        | 172.5        | 180.0        | 12           | 302.5  | 2             | 4             | 4             | 10            |
| 13   | Tom Leenders (NLD)      | B   | 89.50       | 130.0        | 130.0        | 135.0        | 13           | 160.0        | 167.5        | 167.5        | 13           | 297.5  | 3             | 3             | 3             | 9             |
| —    | Waldemar Malak (POL)    | A   | 89.20       | 160.0        | 160.0        | 160.0        | 4            | 190.0        | 190.0        | 190.0        | —            | —      | 12            | —             | —             | 12            |
| —    | Peter May (GBR)         | B   | 89.20       | —            | —            | —            | —            | —            | —            | —            | —            | —      | —             | —             | —             | —             |

## Nazioni partecipanti unificato
Di seguito si riportano le nazioni partecipanti unificate delle due edizioni separate. Complessivamente, alle edizioni parteciparono 202 tra atleti e atlete in rappresentanza di 22 nazioni.
- Albania (8)
- Austria (7)
- Bulgaria (19)
- Cecoslovacchia (7)
- Danimarca (4)
- Finlandia (7)
- Francia (14)
- Germania (10)
- Grecia (14)
- Israele (3)
- Italia (10)
- Norvegia (2)
- Paesi Bassi (4)
- Polonia (10)
- Portogallo (5)
- Regno Unito (18)
- Romania (8)
- Spagna (9)
- Svezia (6)
- Turchia (10)
- Ungheria (17)
- Unione Sovietica (10)

## Medagliere unificato
Di seguito si riporta il medagliere unificato delle due edizioni separate.

### Grandi (totale) unificato
Riferito al totale dell'esercizio: 14 nazioni sono entrate nel medagliere.
| Posiz. | Nazione          | Oro | Argento | Bronzo | Totale |
| ------ | ---------------- | --- | ------- | ------ | ------ |
| 1      | Bulgaria         | 7   | 6       | 4      | 17     |
| 2      | Unione Sovietica | 4   | 4       | 2      | 10     |
| 3      | Ungheria         | 2   | 2       | 2      | 6      |
| 4      | Romania          | 2   | 0       | 0      | 2      |
| 5      | Grecia           | 1   | 1       | 1      | 3      |
| 6      | Turchia          | 1   | 0       | 3      | 4      |
| 7      | Finlandia        | 1   | 0       | 1      | 2      |
| 8      | Regno Unito      | 1   | 0       | 0      | 1      |
| 9      | Polonia          | 0   | 2       | 0      | 2      |
| 10     | Spagna           | 0   | 1       | 2      | 3      |
| 11     | Germania         | 0   | 1       | 1      | 2      |
| 12     | Cecoslovacchia   | 0   | 1       | 0      | 1      |
| 12     | Italia           | 0   | 1       | 0      | 1      |
| 14     | Francia          | 0   | 0       | 3      | 3      |
| Totale | Totale           | 19  | 19      | 19     | 57     |

### Grandi (totale) e Piccole (Strappo e Slancio) unificato
Riferito al totale dell'esercizio e delle due specialità: 15 nazioni sono entrate nel medagliere.
| Posiz. | Nazione          | Oro | Argento | Bronzo | Totale |
| ------ | ---------------- | --- | ------- | ------ | ------ |
| 1      | Bulgaria         | 23  | 15      | 10     | 48     |
| 2      | Unione Sovietica | 14  | 11      | 3      | 28     |
| 3      | Ungheria         | 7   | 4       | 7      | 18     |
| 4      | Romania          | 4   | 1       | 1      | 6      |
| 5      | Grecia           | 3   | 3       | 3      | 9      |
| 6      | Regno Unito      | 3   | 0       | 2      | 5      |
| 7      | Finlandia        | 2   | 2       | 1      | 5      |
| 8      | Turchia          | 1   | 3       | 8      | 12     |
| 9      | Polonia          | 0   | 6       | 4      | 10     |
| 10     | Spagna           | 0   | 3       | 6      | 9      |
| 11     | Francia          | 0   | 2       | 6      | 8      |
| 12     | Germania         | 0   | 2       | 3      | 5      |
| 13     | Cecoslovacchia   | 0   | 2       | 2      | 4      |
| 14     | Italia           | 0   | 2       | 1      | 3      |
| 15     | Portogallo       | 0   | 1       | 0      | 1      |
| Totale | Totale           | 57  | 57      | 57     | 171    |

## Classifica a squadre unificata
| Pos. | Squadra          | Punti |
| ---- | ---------------- | ----- |
| 1    | Bulgaria         | 807   |
| 2    | Ungheria         | 559   |
| 3    | Unione Sovietica | 440   |
| 4    | Regno Unito      | 410   |
| 5    | Grecia           | 397   |
| 6    | Francia          | 349   |
| 7    | Turchia          | 326   |
| 8    | Polonia          | 324   |
| 9    | Spagna           | 305   |
| 10   | Germania         | 291   |
| 11   | Italia           | 269   |
| 12   | Romania          | 219   |
| 13   | Cecoslovacchia   | 199   |
| 14   | Finlandia        | 185   |
| 15   | Albania          | 167   |
| 16   | Austria          | 139   |
| 17   | Portogallo       | 124   |
| 18   | Svezia           | 79    |
| 19   | Danimarca        | 76    |
| 20   | Israele          | 60    |
| 21   | Paesi Bassi      | 42    |
| 22   | Norvegia         | 15    |